# Jake Bugg (álbum)
Jake Bugg es el álbum debut del cantante y compositor británico Jake Bugg. Fue lanzado el 15 de octubre de 2012 en el Reino Unido por Mercury Records, fue producido por Iain Archer, Mike Crossey, Matt Prime, Crispin Hunt y Jason Hart, Rolling Stone lo clasificó como el 12º mejor álbum de 2013.

## Recepción comercial
El 21 de octubre de 2012, el álbum debutó en el número uno en la UK Albums Chart y en el Scottish Albums Chart. En el Irish Albums Chart llegó al puesto número 3. El disco ha vendido más de 604 100 copias en el Reino Unido y ha sido certificado platino por la British Phonographic Industry venta de 604 100 copias solo en el Reino Unido lo que lo convirtió en el 57 álbum más vendido de la década de 2010 en el Reino Unido. El álbum debutó en Estados Unidos en el puesto número 75 en el Billboard 200 con 6000 copias vendidas. En Japón tuvo un buen despeño llegando al número 43 de la lista Oricon.

## Lista de canciones
| N.º | Título               | Letras                 | Productor    | Duración |  |
| 1.  | «Lightning Bolt»     | Iain Archer, Jake Bugg | Archer       | 2:24     |  |
| 2.  | «Two Fingers»        | Archer, Bugg           | Mike Crossey | 3:15     |  |
| 3.  | «Taste It»           | Archer, Bugg           | Archer       | 2:24     |  |
| 4.  | «Seen It All»        | Archer, Bugg           | Crossey      | 2:51     |  |
| 5.  | «Simple as This»     | Matt Prime, Bugg       | Prime        | 3:19     |  |
| 6.  | «Country Song»       | Bugg                   | Jason Hart   | 1:49     |  |
| 7.  | «Broken»             | Crispin Hunt, Bugg     | Hunt         | 4:07     |  |
| 8.  | «Trouble Town»       | Archer, Bugg           | Archer       | 2:50     |  |
| 9.  | «Ballad of Mr Jones» | Archer, Bugg           | Crossey      | 2:39     |  |
| 10. | «Slide»              | Archer, Bugg           | Crossey      | 3:08     |  |
| 11. | «Someone Told Me»    | Bugg                   | Hart         | 2:36     |  |
| 12. | «Note to Self»       | Archer, Bugg           | Archer       | 2:40     |  |
| 13. | «Someplace»          | Bugg                   | Crossey      | 3:32     |  |
| 14. | «Fire»               | Bugg                   |              | 1:45     |  |

### Bonus Tracks de la edición Japonesa
| Bonus Tracks de la edición Japonesa |                          |        |           |          |  |
| N.º                                 | Título                   | Letras | Productor | Duración |  |
| 15.                                 | «Kentucky»               |        |           | 2:13     |  |
| 16.                                 | «Love Me the Way You Do» |        |           | 2:25     |  |
| 17.                                 | «Green Man»              |        |           | 2:30     |  |